# Niederdorf (Basilea)
Niederdorf es una comuna suiza del cantón de Basilea-Campiña, situada en el distrito de Waldenburgo. Limita al norte con la comuna de Lampenberg, al noreste con Hölstein, al este con Bennwil, al sur con Oberdorf, al oeste con Titterten y Arboldswil, y al noroeste con Bubendorf.

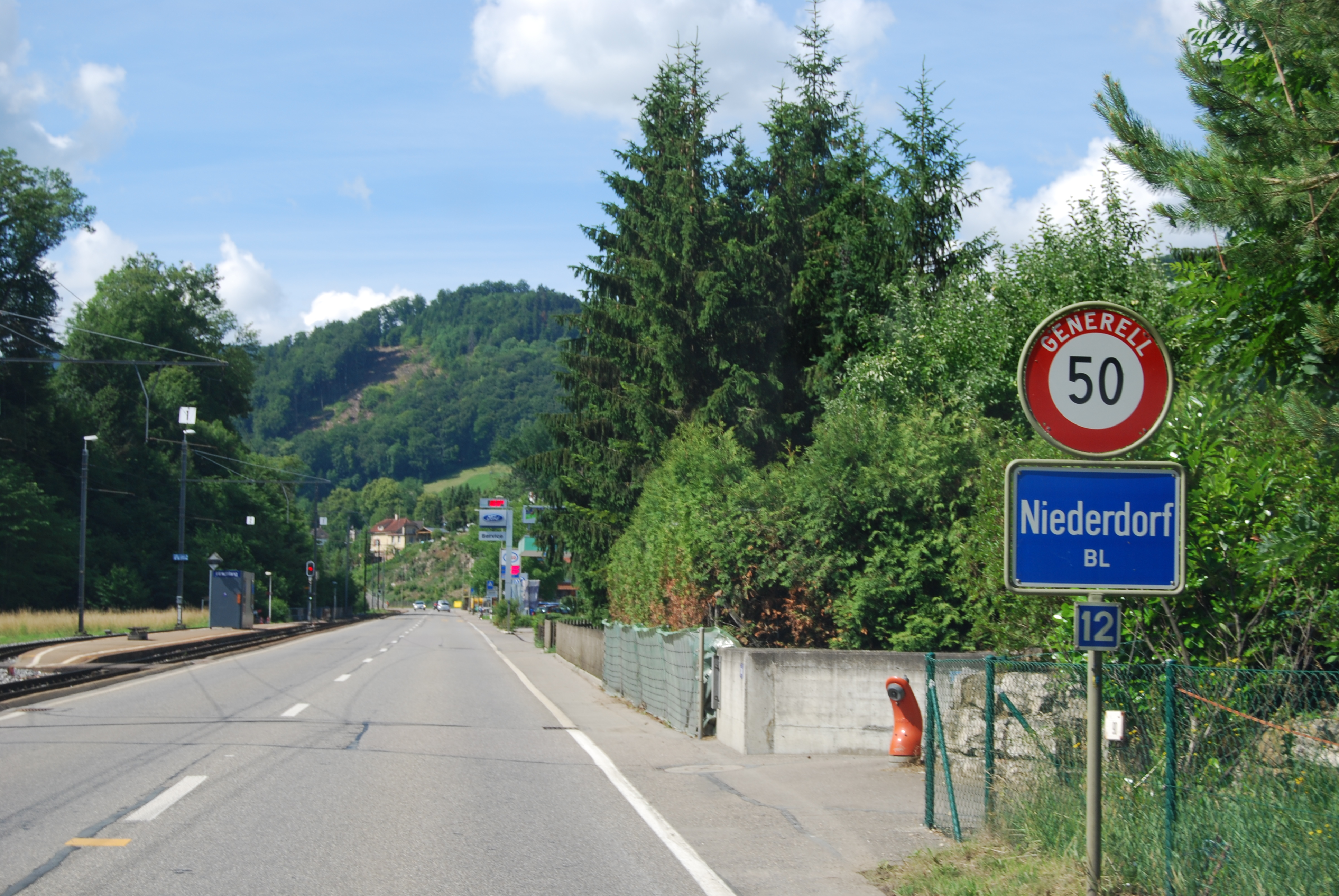
Niederdorf